# Виноград кленолистий
Виноград кленолистий (лат. Vitis acerifolia) — вид рослин з роду виноград (Vitis). Ендемік для півночі Мексики, а також для США (штати: Колорадо, Канзас, Північна Мексика, Оклахома, Техас). Зростає у лісах, дюнах, на берегах струмків та річок, а також на кам'янистих схилах, на висоті від 200 до 2300 метрів над рівнем моря.

## Опис
Листопадна витка рослина, що виростає до 10 м. Кора відшаровується пластинками, вузлові діафрагми до 0,5 мм завтовшки Гілки тонкі, білуваті павутинні або голі, кінчики оповиті розгорнутим листям, від рідко до густо опушених. Вусики вздовж довжини гілочок, вони опадають, якщо не прикріплені до опори, розгалужені. Вусики лише у 2 послідовних вузлах. Прилистки 3–6 мм. Листкова пластинка серцеподібна, розміром 7–12 см, верхівка зазвичай коротко загострена, абаксіальна поверхня не сизувата, жилки рідко в'янисті, адаксіальна поверхня злегка павутинна, інколи гола. Суцвіття розміром 3–7 см. Квіти функціонально одностатеві. Ягоди чорні, сильно сизуваті, кулясті, діаметром 8–12 мм, шкірка відділяється від м'якоті; чечевиці відсутні. Кількість хромосом 2n = 38. Цвіте з квітня по травень. Плодоносить з липня по серпень.

## Використання
Ягоди споживають в їжу, сирими та сушеними. Смак солодкий. Також споживають сирі або варені молоді вусики.
Також використовується для культивування нових сортів винограду. Стійкий до нематоди та філоксери виноградної.